# Плимут баракуда
Плимут баракуда (енгл. Plymouth Barracuda) је аутомобил са двоје врата који је производила компанија Плимут као подружница компаније Крајслер у периоду од 1964. до 1974. године.

## 1964–66
Повећање интересовања за аутомобилима у САД натерало је поизвођаче аутомобила у овој држави да почну са производњом спортских аутомобила. Крајслер корпорација је за свог представника изабрала модел Плимут валијант (енгл. Plymouth Valiant). На основу валијанта почело је дизајнирање новог аутомобила који је првобитно требало да се зове панда, али је то име било неомиљено међу дизајнерима и није презентовало аутомобил у смислу брзог спортског аутомобила. На крају предлог дизајнера да се аутомобил назове баракуда је прихваћен.
Први модел баракуде је био хибрид валијанта и нових детаља. Од валијанта је преузето предње стакло и делови подне лимарије као и погонски систем (са модификацијама). Остатак стаклених површина, укључујући и велико задње стакло, као и лимарија су израђени и дизајнирани наново.